# Asiatisk vildhund
Den asiatiska vildhunden, rödhunden eller dhol (Cuon alpinus) är en art i familjen hunddjur. Den är den enda arten i släktet Cuon.

## Kännetecken
Djurets kropp (huvud och bål) är 88 till 113 cm lång och svansen når en längd av 41 till 50 cm. Honor är med en vikt av 10 till 13 kg lättare än hanar som väger 15 till 20 kg. Namnet rödhund syftar på pälsens färg som varierar mellan rödbrun och orange. Buken är helt vit. Den yviga svansen är vanligen mörkare än andra kroppsdelar. Arten har trekantiga öron med avrundade spetsar. Tydligt rödaktig är pälsen främst i sydliga delar av utbredningsområdet. Längre norrut är håren mera brun- eller gulaktiga och de är även längre. Asiatisk vildhund har bara två molarer i varje sida av underkäken vilket skiljer den från alla andra hunddjur. Tandformeln är I 3/3 C 1/1 P 4/4 M 2/2. Honor har 6 eller 7 par spenar. Mankhöjden är ungefär 50 cm.

## Utbredning
Arten förekommer i större delar av Asien. Utbredningsområdet sträcker sig från Altai och Manchuriet i norr till Indien och Indonesien i syd. I utbredningsområdet förekommer flera från varandra skilda populationer. Asiatisk vildhund vistas i låglandet och i bergstrakter upp till 5300 meter över havet. Vanligtvis finns det skarpa gränser mellan områden med rödhund och områden med varg. Den asiatiska vildhunden föredrar i Indien skogar och förekommer både i lövfällande skogar och i tropiska städsegröna regnskogar. Arten hittas även på stäpper eller i andra gräsmarker som bergsängar samt i buskskogar. Den undviker öknar.

### Underarter
Enligt en studie av Durbin et al. (2004) listas 11 underarter fördelad på två grupper.
- Den nordliga gruppen.
  - C. a. alpinus, östra Ryssland.
  - C. a. fumosus, norra Kina och Mongoliet.
  - C. a. hesperius, östra Ryssland och nordöstra Kina, norr om floden Yangtze.
  - C. a. laniger, Kashmir och Tibet.
  - C. a. primaevus, Himalaya.
- Den sydliga gruppen.
  - C. a. adjustus, nordöstra Indien och Myanmar.
  - C. a. dukhumensis, Indien, söder om Ganges.
  - C. a. infuscus, sydostasiatiskt fastland och Malackahalvön.
  - C. a. javanicus, Java.
  - C. a. lepturus, Kina, söder om floden Yangtze.
  - C. a. sumatrensis, Sumatra.

Mammal Species of the World listar däremot bara tre underarter.

### Status
Beståndet av könsmogna individer uppskattas till mindre än 2 500 individer. Med ungdjur kan det finnas mellan 4 500 och 10 500 asiatiska vildhundar. Internationella naturvårdsunionen (IUCN) räknar därför arten som starkt hotad (endangered). Som orsaker till beståndets minskning utpekas förstörelsen av dess levnadsområde och olika sjukdomar som överförs från vilda tamhundar. Rovdjuret har även brist på lämpliga byten på grund av att hovdjuren jagas av människor. Dessutom jagas eller förgiftas arten av bönder som vill skydda sina husdjur.
Det är inte helt utrett om vildhundens kroppsdelar används i den traditionella asiatiska medicinen, men om så är fallet, då är mängden obetydlig.
Året 2013 hölls minst 223 individer i 38 djurparker fördelade över hela världen. Dessutom finns några privata uppfödare som inte är ansluten till någon internationell organisation. Den genetiska variationen mellan de flesta av dessa individer som hölls i den tempererade klimatzonen är begränsad på grund av att de har sitt ursprung i endast tre exemplar, ett från en amerikansk uppfödare och två från Moskvas djurpark.
Den thailändska hundrasen thai bangkaew dog påstås vara en hybrid mellan tamhund och asiatisk vildhund.

## Levnadssätt

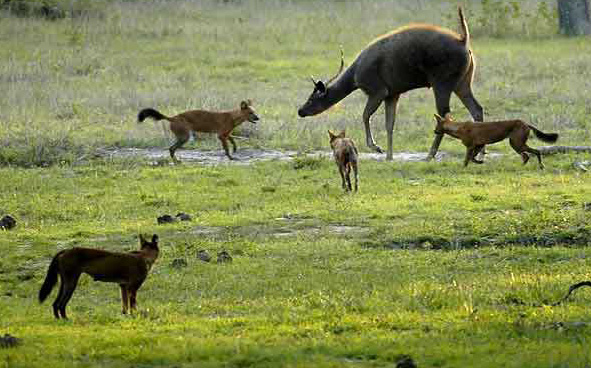
Asiatiska vildhundar som jagar en sambarhjort i Bandipur nationalpark, Indien.

Beteendet i gruppen kan jämföras med det hos vargar. En flock består vanligtvis av fem till tolv individer, mer sällan upp till tjugofem. I flocken finns två dominanta djur, en hanne och en hona, som leder gruppen. De biter sällan varandra för att nå en bättre plats i hierarkin. Vanligare är att en individ bekräftar sin dominans genom att hålla fast eller puffa en svagare motståndare. Bara den dominanta hona föder efter en dräktighetstid på cirka 60 till 62 dagar fem till tolv ungar. Antalet ungar per kull varierar mycket, även hos samma hona under olika år. Ungarna väger vid födelsen 200 till 350 g och de börjar efter cirka tre veckor med fast föda. Efter 6 till 7 veckor slutar honan helt med digivning (i fångenskap upp till 9 veckor). Hela flocken hjälper till med uppfostringen. När ungarna är cirka tre månader gamla, följer de för första gången med på jakten och efter ungefär 15 månader är de lika stora som de vuxna djuren. Könsmognaden infaller i fångenskap efter två år. I naturen parar sig honor först när de är minst tre år gamla.
Till bytesdjuren räknas främst hjortdjur med en vikt mellan 40 och 60 kg – däribland rådjur – samt getter (stenbock), vilda får, medelstora primater och vildsvin. När rödhunden inte får tag i större bytesdjur, tar den även möss, småfåglar och insekter samt växter som olika bär och gräs.
Asiatisk vildhund dödas ibland av tiger och leopard, men attacker åt andra hållet är likaså dokumenterade.
Angrepp på människor är inte kända.